# Środek przeciwzbrylający
Środek przeciwzbrylający – substancja chemiczna dodawana do sypkich produktów spożywczych (np. sól, mąka) w celu zachowania ich sypkości oraz zapobiegnięcia zlepiania się w większe bryłki.
Substancjami przeciwzbrylającymi są np. żelazocyjanek sodu (E535), żelazocyjanek potasu (E536), żelazocyjanek wapnia (E538), dwutlenek krzemu (E551), krzemian wapnia (E552).